# 돌제부두

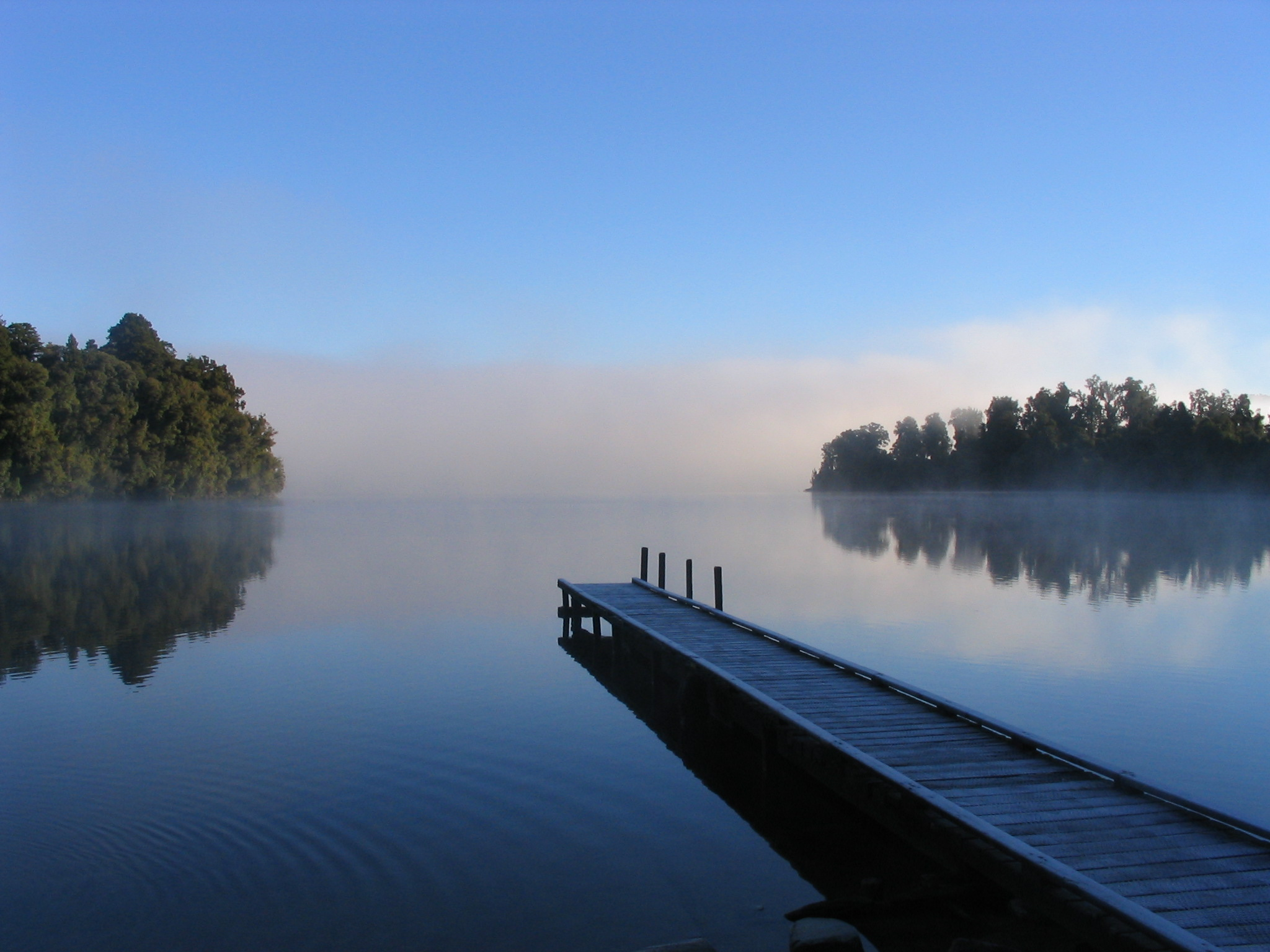
뉴질랜드에 있는 돌제부두

돌제부두(突堤埠頭)는 해안선에 직각 또는 경사지게 돌출시켜 만든 부두이다. 일반적으로 피어(Pier) 혹은 잔교라고도 한다.

## 같이 보기
- 탑승교